# Upper West Side
Upper West Side är en stadsdelsområde på västra Manhattan i New York och omfattar området mellan Central Park i öster, Hudsonfloden i väster och 59th Street i söder. I norr är gränsen mer oklar och har en gång satts vid 110th Street men anses numera ofta utgöras av 125th Street.
På Upper West Side ligger bland annat Juilliard, Metropolitan och Lincoln Center.